# Limoneno
El limoneno es una sustancia natural que se extrae del aceite de las cáscaras de los cítricos y que da el olor característico a los mismos. Pertenece al grupo de los terpenos, en concreto a de los limonoides, que constituyen una de las más amplias clases de alimentos funcionales y fitonutrientes, funcionando como antioxidantes.
Posee un carbono asimétrico como estereocentro. Por tanto, existen dos isómeros ópticos: R-limoneno y S-limoneno , el segundo también conocido como L-limoneno (antiguamente, dextro y levo, respectivamente).
El limoneno puede ser destilado de este aceite por diferentes técnicas y usado en alimentación y como desengrasante natural. Los procesos de extracción y destilación son realizados en todas las regiones productoras de cítricos del mundo para satisfacer el aumento de demandas. Recientemente, se ha sugerido la energía de microondas para su destilación azeotrópica utilizándose para la extracción de grasas y aceites, considerándose esta técnica como un método eficaz, ya que ofrece tiempos de extracción cortos (sólo 30 minutos frente a 3 h en el método convencional), además supone un bajo coste y con una baja producción de subproductos (en comparación con la destilación convencional).

## Propiedades
El limoneno es un líquido incoloro a temperatura ambiente. La pureza del limoneno comercial es aproximadamente del 90-98%, las impurezas son principalmente monoterpenos. Al tratarse de dos isómeros, sus olores son distintos ya que el d-limoneno huele a limón mientras que el l-limoneno huele a pino.
El limoneno es inflamable a una temperatura superior a 48 °C, pero no tóxico. Su solubilidad en agua es muy baja, siendo su densidad de 0,84g/ml. Debe mantenerse en un lugar fresco, seco y bien ventilado, fuera de la luz solar directa y el envase perfectamente cerrado para evitar su oxidación.

## Toxicidad

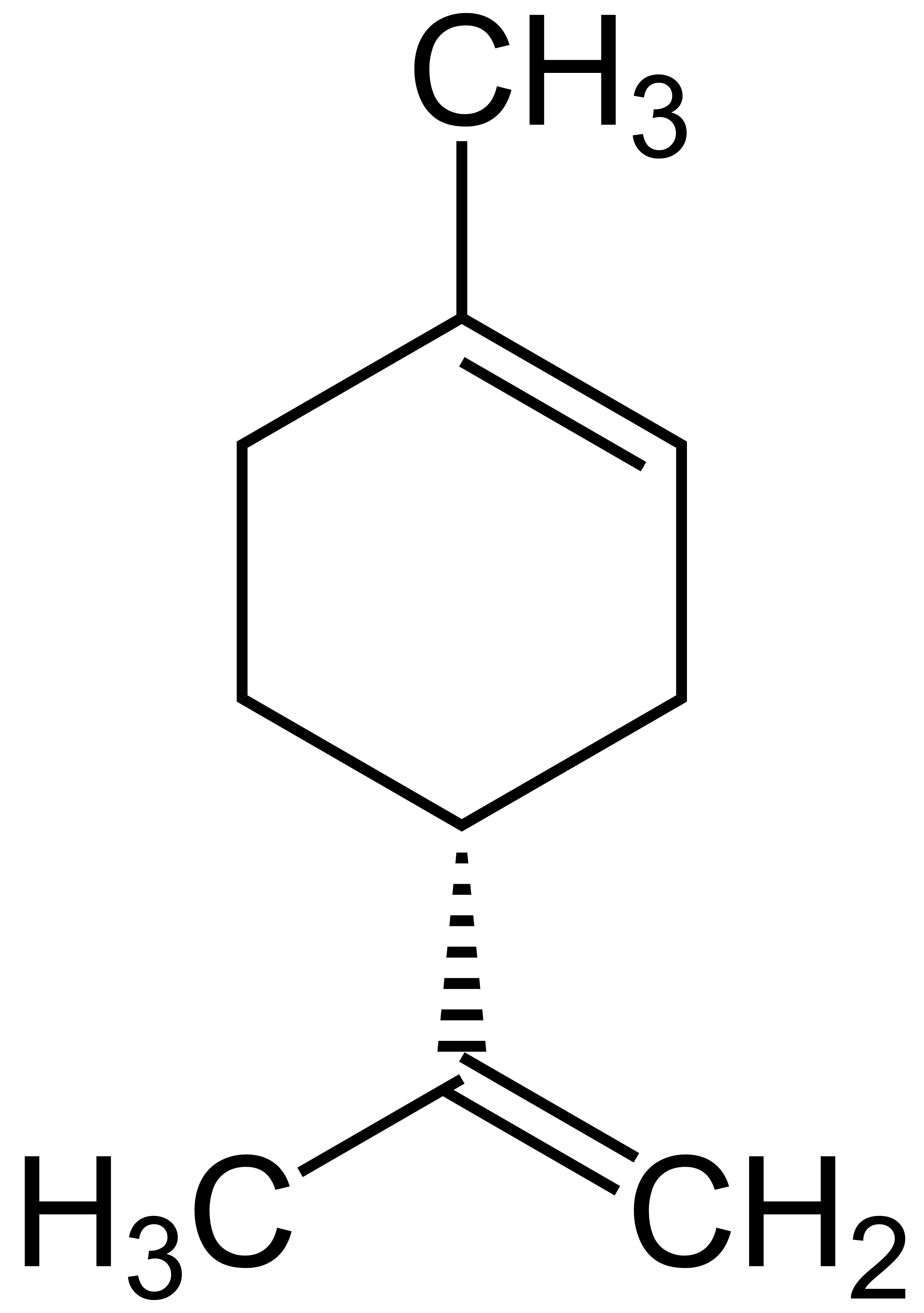
Estructura de la molécula de limoneno

El d-limoneno y sus productos de oxidación pueden actuar como irritantes para el sistema respiratorio y la piel. Estos efectos son más comunes en escenarios industriales, como la fabricación de pinturas y desengrasado, donde la exposición al compuesto puro es prolongada. Los síntomas pueden variar desde enrojecimiento y picazón en la piel hasta dificultad para respirar en casos extremos.
A pesar de la preocupación por la irritación, no hay evidencia científica que indique que el d-limoneno sea carcinógeno o genotóxico en seres humanos. Varios estudios científicos respaldan que el compuesto tiene un bajo nivel de toxicidad general.
En condiciones de alta humedad, el d-limoneno puede oxidarse para formar carvona, un compuesto que puede ser tóxico en altas concentraciones. La carvona añade un riesgo adicional, especialmente en ambientes húmedos, y puede ser irritante o peligrosa si se ingiere o inhala en grandes cantidades.
A pesar de ser biodegradable, el d-limoneno presenta un bajo punto de inflamación, ⁣por lo que debe ser manejado con precaución durante su eliminación. Se recomienda tratarlo como un residuo peligroso, siguiendo las directrices de manejo de residuos químicos establecidas por autoridades locales o nacionales.

## Usos
El d-limoneno ha ganado relevancia en los últimos años como disolvente biodegradable. Además, se usa en la síntesis de nuevos compuestos y como componente aromático.
Por ser un derivado de los cítricos, el limoneno es un agente de transferencia de calor seguro y ecológico, utilizado en procesos farmacéuticos y de producción de alimentos.
Este compuesto es también popular en la industria de limpieza, industria alimentaria y cosmética. Se emplea en la fabricación de resinas, pigmentos, tintas, pinturas y adhesivos, así como en fragancias y fluidos refrigerantes. Su versatilidad lo convierte en un aromatizante para dar sabor en la industria farmacéutica y alimentaria.
El d-limoneno sirve como insecticida no tóxico para repeler o eliminar una variedad de plagas, haciéndolo apto para uso en entornos domésticos y públicos.
Debido a su baja miscibilidad con el agua, se utiliza como desengrasante en estaciones de bombeo de aguas residuales. También se considera un sustituto potencial de disolventes tradicionales como metil etil cetona y acetona.
Recientemente, el limoneno ha sido utilizado en la extracción de aceite de salvado de arroz como una alternativa al hexano. El disolvente es potencialmente reciclable en estos procesos.
En la química de polímeros, el limoneno muestra potencial, especialmente en la síntesis de moléculas pequeñas y productos como el P-cimeno.
Estudios recientes sugieren que el limoneno tiene propiedades anticancerígenas, promoviendo enzimas hepáticas importantes en la detoxificación de carcinógenos.